# Satsuma (1906)
Satsuma (jap. 薩摩 Satsuma) – pancernik Imperialnej Marynarki Japońskiej, zaprojektowany i zbudowany w Japonii w Stoczni Marynarki w Yokosuka.

## Historia
"Satsuma" był pierwszym okrętem na świecie, który był projektowany i którego budowę rozpoczęto według idei all-big-gun (posiadania samej ciężkiej artylerii), ale z powodu braku wystarczającej liczby dział do wyposażenia, zastosowano ostatecznie mieszaną artylerię główną dwóch kalibrów. Planowano uzbroić go w aż 12 dział kalibru 305 mm w 4 wieżach dwudziałowych i 4 jednodziałowych, ostatecznie uzbrojenie ograniczono do 4 dział 305 mm i 12 dział 254 mm. Z tego powodu określany jest jako semidrednot (półdrednot). Pierwszym okrętem zbudowanym według tej idei (drednotem) był rozpoczęty nieco później, aczkolwiek ukończony szybciej HMS "Dreadnought".
"Satsuma" był największym pancernikiem na świecie w momencie wodowania, a także pierwszym pancernikiem zbudowanym w Japonii, choć wiele elementów pochodziło z Wielkiej Brytanii, a szczególnie części głównego uzbrojenia, które były produkowane w Tyneside przez firmę Armstrong. Został wyposażony w arsenale w Kure. Nazwa "Satsuma" pochodzi od prowincji Satsuma, obecnie części prefektury Kagoshima. Jego bliźniaczym okrętem miał być pancernik "Aki", lecz w toku budowy został przeprojektowany i w efekcie różnił się od "Satsumy".
Wojna rosyjsko-japońska (1904 – 1905), a zwłaszcza bitwa pod Cuszimą (1905) wykazały, że zunifikowany kaliber największych dział jest najlepszą drogą do atakowania nieprzyjaciela z dużych dystansów, umożliwiając koordynowanie strzelania całymi salwami z identycznymi parametrami i jednocześnie zmniejszając zagrożenie ze strony torped.

"Stępkę tego okrętu położono przed "Dreadnought" i planowano, że będzie miał 12 calowe (305 mm) działa, przez co powinien być ukończony jako pierwszy na świecie pancernik idei "all-big-guns". Niestety z powodu braku wystarczającej liczby 12 calowych dział Armstronga wzoru 1904, musiały one (wszystkie poza 4) zostać zastąpione przez działa 10 calowe (254 mm). To może być powodem, dla którego następne pancerniki all-big-guns były nazywane drednotami, a nie "satsumami". (Jane’s Information Group: Battleships of the 20th century)

Zarówno "Satsuma", jak i inny pancernik koncepcji all-big-gun – USS "South Carolina" (BB-26), zostały zaprojektowane przed HMS "Dreadnought", ale nie miały innej, wielkiej zalety brytyjskiego okrętu – zastosowania do napędzania okrętu turbin parowych zamiast maszyn parowych potrójnego rozprężania, co pozwalało na zwiększenie prędkości. "Satsuma" maksymalnie na próbach rozwinął 18,95 węzłów przy mocy 18.507 indykowanych KM.
"Satsuma" uczestniczył w I wojnie światowej, patrolując linie żeglugowe na południe od Japonii, na Morzu Południowochińskim i Morzu Żótłym oraz asystując przy okupacji ex-niemieckich Karolinów i uczestnicząc w oblężeniu Qingdao.
Pancernik został wycofany ze służby zgodnie z ustaleniami Traktatu waszyngtońskiego. Został użyty jako okręt-cel i zatopiony artylerią pancerników "Mutsu" i "Nagato" 7 września 1924 w Zatoce Tokijskiej, 30 mil na północny wschód od Miyakejima

## Opis

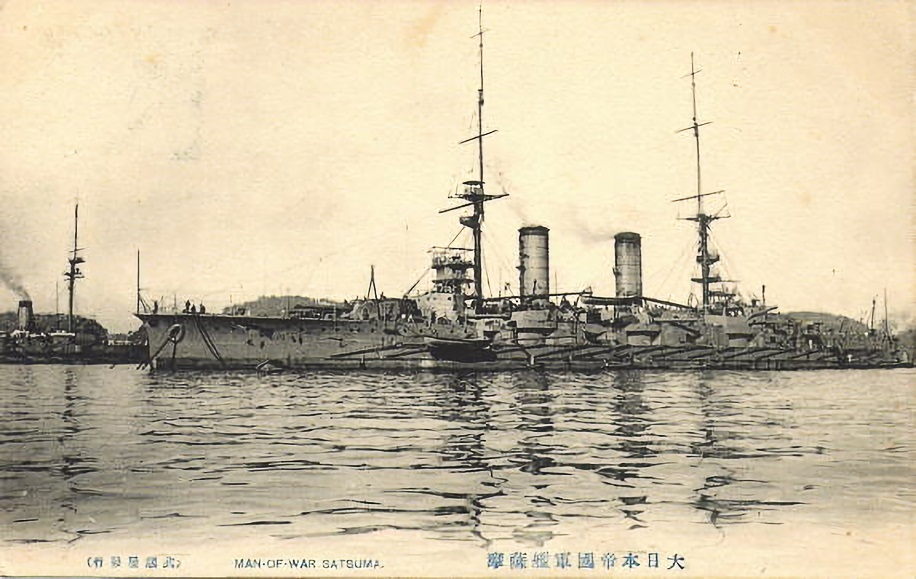
Satsuma na kotwicy

Okręt miał konstrukcję gładkopokładową, z dziobem kliprowym. Spaliny z kotłów o mieszanym opalaniu (węgiel i ropa) odprowadzane były przez dwa wysokie, proste kominy na śródokręciu, pośrodku długości okrętu (półbliźniaczy "Aki" miał trzy kominy). W pewnej odległości przed przednim kominem znajdowała się nadbudówka dziobowa połączona z palowym masztem, a za drugim kominem była nadbudówka rufowa, połączona z palowym masztem rufowym. Oba maszty miały bomy do łodzi.
Główne uzbrojenie stanowiły 4 działa kalibru 305 mm w dwudziałowych wieżach w osi symetrii na pokładzie dziobowym i rufowym. Artylerię główną uzupełniało 12 dział kalibru 254 mm w dwudziałowych wieżach, ustawionych na śródokręciu po trzy na każdej z burt, po obu stronach kominów i nadbudówki rufowej. Oprócz prowadzenia ognia w kierunku burt, dziobowa para wież mogła w pewnym zakresie kątów strzelać do przodu, a rufowa - do tyłu. Artylerię średnią stanowiło 12 dział 120 mm w kazamatach pod poziomem pokładu górnego, co utrudniało ich użycie podczas złej pogody. Po 4 działa na burtę były umieszczone w kazamatach na śródokręciu, a po jednym - w nieopancerzonych kazamatach na dziobie i na rufie.
Artylerię pomocniczą stanowiły 4 działa 76 mm L/40 i 4 krótkolufowe działa 76 mm L/28, a podczas I wojny światowej dodano dwa działa przeciwlotnicze tego kalibru.
| Grubość opancerzenia pancernika "Satsuma" | Grubość opancerzenia pancernika "Satsuma" | Uproszczony schemat opancerzenia i uzbrojenia |
| Pas pancerny                              | od 100 do 230 mm                          |                                               |
| Barbety                                   | od 180 do 240 mm                          |                                               |
| Wieże                                     | od 180 do 200 mm                          |                                               |
| Mostek                                    | 150 mm                                    |                                               |
| Pokład                                    | 50 mm                                     |                                               |